# Beaufort (Hérault)
Beaufort é uma comuna francesa na região administrativa de Occitânia, no departamento de Hérault. Estende-se por uma área de 6,09 km². Em 2010 a comuna tinha 223 habitantes (densidade: 36,6 hab./km²).